# Otrasaari (ö i Norra Savolax, Kuopio, lat 63,01, long 27,77)
Otrasaari är en ö i Finland. Den ligger i sjön Iso-Jälä och i kommunen Siilinjärvi i den ekonomiska regionen  Kuopio ekonomiska region  och landskapet Norra Savolax, i den centrala delen av landet, 300 km norr om huvudstaden Helsingfors. Öns area är 1,9 hektar och dess största längd är 310 meter i nord-sydlig riktning.